# Bracera
Bracera je srednjodalmatinski teretni obalni jedrenjak iz 19. i 20. stoljeća. 
Jedrenjak ima jedan jarbol koji se nalazi na kraju 1/3 duljine broda. Često ima i kosnik s jednom prečkom, a jedro je oglavno dvjema okrižicama (lantinama) i ima tri ruke kratica. Raširena je duž cijele istočne obale Jadrana, a vjerojatno joj je porijeklo vezano za otok Brač. Obrisom se ne razlikuje osobito od gajete, trup joj je oblog dna i bokova. Veće bracere su duge 15-17 metara i mogu krcati 50-70 tona, a manje 7-12 metara za 10-40 tona. Bragoc je istarska inačica bracere, s tim što je on i ribarica, a za razliku od dalmatinske bracere ima dva jarbola s oglavnim jedrima. Paluba je duž cijelog broda, ima uzak pramac i široku krmu, te mali gaz i veliko kormilo koje seže duboko ispod kobilice čime se smanjuje opasnost od zanošenja. Tipičan je po tome što mu je pramac uzak, a krma široka, na kraju gotovo pravokutna. Dužina mu je 8-13 metara, a nosivost 10-20 tona.
Od 2011. godine Jadranom plovi replika tradicijske jedno-jarbolne bracere Gospa od mora sagrađene u Betini na otoku Murteru s matičnom lukom u Dubrovniku. Bracerom upravlja udruga »Dupinov san« u svrhu promicanja hrvatske maritimne baštine kroz odgovorni turizam.

## Vanjske poveznice
- Maritima ART - bracera Gospa od mora  Arhivirana inačica izvorne stranice od 5. ožujka 2016. (Wayback Machine),
- Udruga Bračera, Supetar  Arhivirana inačica izvorne stranice od 1. veljače 2012. (Wayback Machine),
- Bracera Hrvatska tehnička enciklopedija, portal hrvatske tehničke baštine. LZMK